# Onyx Records
Onyx Records was een platenlabel, dat jazz-opnames opnieuw uitbracht. Het was actief in de periode 1972-1974 en bracht platen uit van onder meer Art Tatum, Hot Lips Page, Don Byas en Charlie Parker.